# 마코 요항부
마코 요항부(일본어: 馬公要港部 마코 요코부[*]), 마궁 요항부는 대만일치시기의 펑후 제도에 있는 마코시에 있었던 일본 제국 해군의 요항부이자, 경비부였다.

## 역사
1941년 11월 20일, 일본군이 태평양 전쟁에 앞서 필리핀과 동남아시아를 침공할 전진기지로서 운용하기 위해 마코 경비부(馬公警備府 마코 케이비부[*])로 승격되었다.
1943년 4월 1일, 다카오주 다카오시 타오지위안으로 건너가 다카오 경비부로 개명하였다. 펑후 제도의 부대는 마코 방면 특별근거지대가 되었다. 

## 조직 구조
| - 막료 - 항무부 - 공작부 - 군수부 - 해군 병원 - 마코 경비대 - 통신대 - 다카오 해군통신대/호잔 일본 해군 무선전신소 - 마코 해군통신대/마코 해군 무선전신소 - 군법회의; 1922년 4월 1일, 설립 - 감옥 - 수뢰부설대; 1906년 11월 22일 폐지 - 수리공장 | - 막료 - 항무부 - 군수부 - 공작부 - 경리부 - 시설부 - 병원 - 특별근거지대 |

## 진주만 공격 당시의 전투 서열
- 마궁 경비부
  - PG 아키쓰마루
  - PG 지요마루
  - PG 조하쿠산마루
  - AK 제5구레마루
- 마코 해군항공대
  - 3x 94식 함상폭격기
  - 제44소해대
  - 제45소해대
  - 제46소해대

## 함선
- 우지(宇治), 오이(大井); 1928년, 기타가미(北上); 1929년, 이스즈(五十鈴); 1930년, 사가(嵯峨); 1934년
- 제14구축대(다니카제, 가와카제, 기쿠, 아오이); 1928년
- 제26구축대(가키, 쓰가, 구리, 니레(榆)); 1929년, 1930년
- 제13구축대(와카타케, 구레타케, 사나에); 1934년
- 제3구축대(시오카제, 시마카제, 우라카제, 유카제); 1935년
- 제4구축대(羽飛, 다치카제, 아키카제, 호카제); 1936년
- 제5구축대(마쓰카제, 하루카제, 아사카제, 하타카제); 1937년

## 참고
1. ↑  黃有興 2004, 12-35쪽.

- 黃有興 (2004년 10월). 《日治時期馬公要港部：臺籍從業人員口述歷史專輯》 (중국어). 澎湖縣政府文化局. ISBN 9570182091.